# Francisco de Paula Álvarez-Ossorio
Francisco de Paula Álvarez-Ossorio y Farfán de los Godos (Madrid, 31 de maig de 1868 - id. 16 de juny de 1953) va ser un arqueòleg espanyol, que va arribar a ser Director del Museu Arqueològic Nacional entre 1930 i 1939. Membre del Cos Facultatiu d'Arxius, Biblioteques i Museus, en les seves activitats destaca la sistematització de les col·leccions del Museu Arqueològic. Va ser també Director de la Reial Acadèmia de la Història, de la que en fou acadèmic des del 1933.